# Poros csillaggomba
A poros csillaggomba (Geastrum melanocephalum) a csillaggombafélék családjába tartozó, Európában honos, lombos erdőkben, bozótosokban, száraz réteken élő, nem ehető gombafaj. 

## Megjelenése
A poros csillaggomba termőteste eleinte nagyjából hagyma formájú, félig vagy egészen a talajba ágyazódik, színe barna. Érése során összenőtt külső és belső burka a csúcsától kiindulva 4-6 csillagszerű, szétterülő lebenyre hasad szét (általában eső után); eközben a belső burok magával húzza a feketésbarna színű termőrész egy külső, vékony rétegét is. Emiatt a lebenyek felső oldala és a központi spórazsák (fejecske, calyx) eleinte nemezesnek tűnik, majd sötétbarna vagy feketésbarna spórapor borítja vastagon; a fejecske fokozatosan elporlik. A kifejlett termőtest teljes átmérője 6-18 cm, a fejecske 2-6 cm-es. 
Spórapora sötétbarna. Spórája kerek, erősen szemölcsös, mérete 5-6 µm.

### Hasonló fajok
Fiatalon más csillaggombákkal összetéveszthető (különösen közeli rokonával a hármas csillaggombával), de szétnyílása után külseje jellegzetes.

## Elterjedése és termőhelye
Európában honos. Magyarországon ritka. 
Humuszos talajú lomberdőkben, bokros helyeken, néha száraz, füves területeken található meg. Májustól októberig terem, de a termőtest kiszáradt maradványai hónapokon át megmaradnak. 

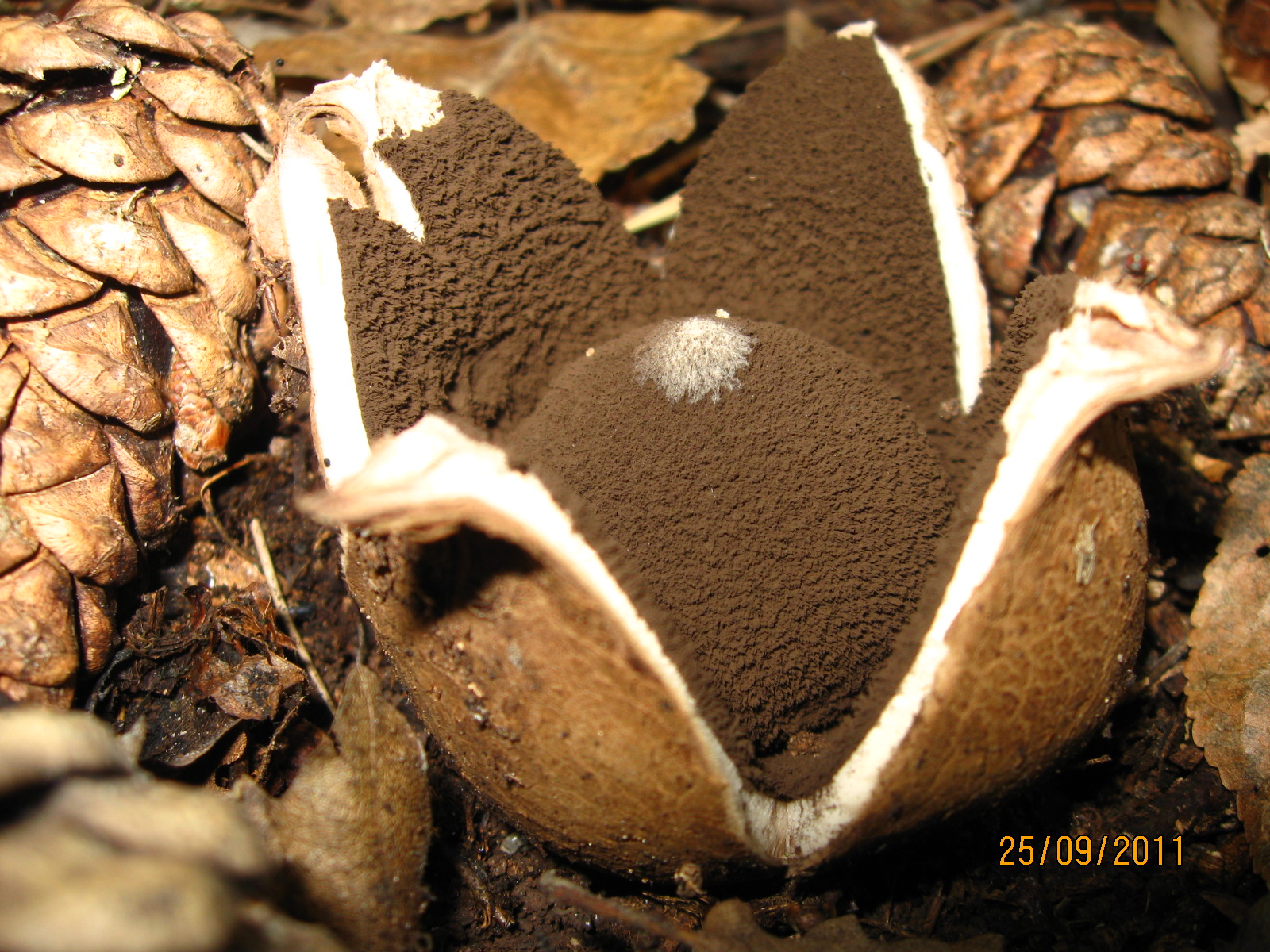
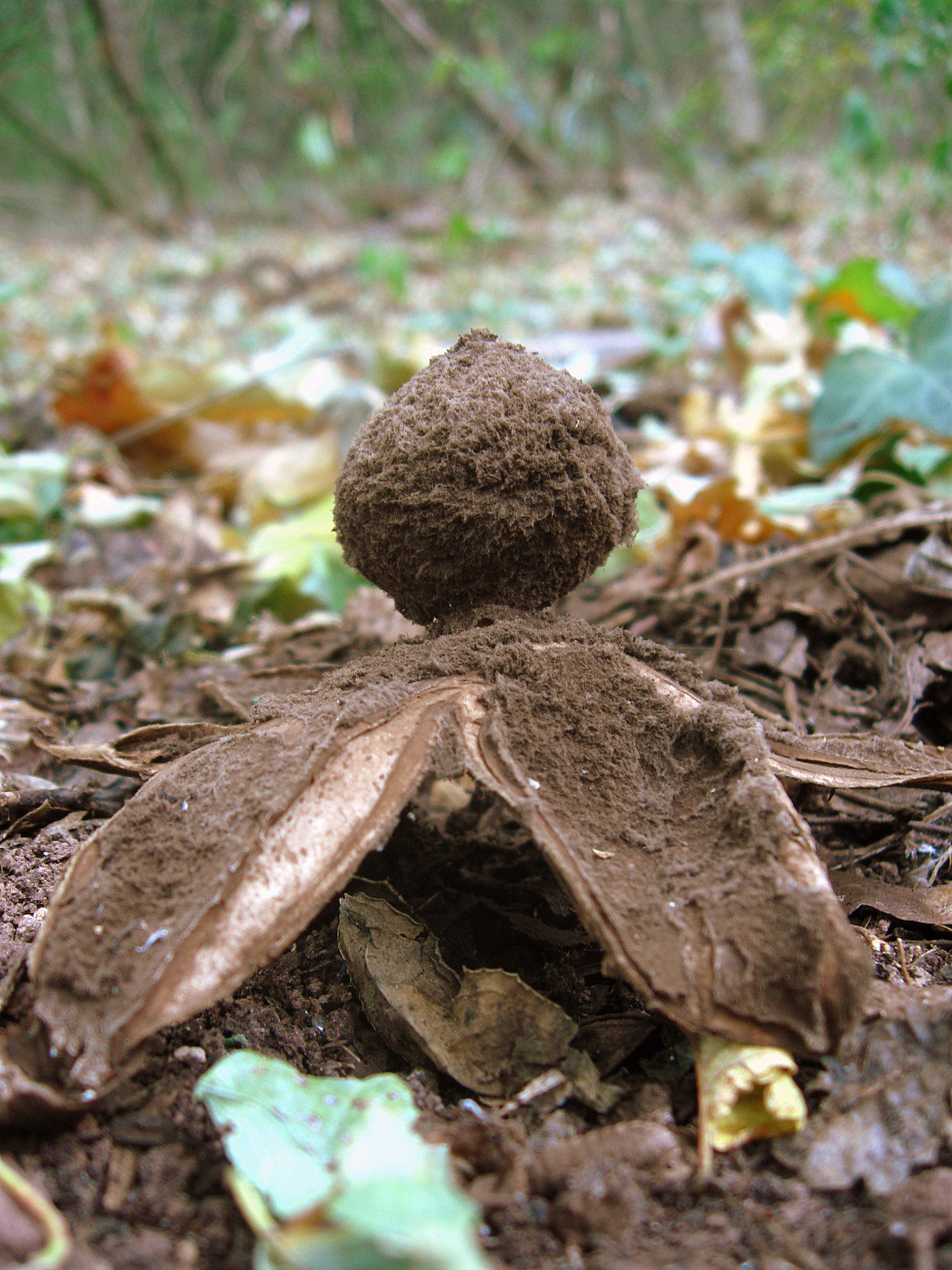
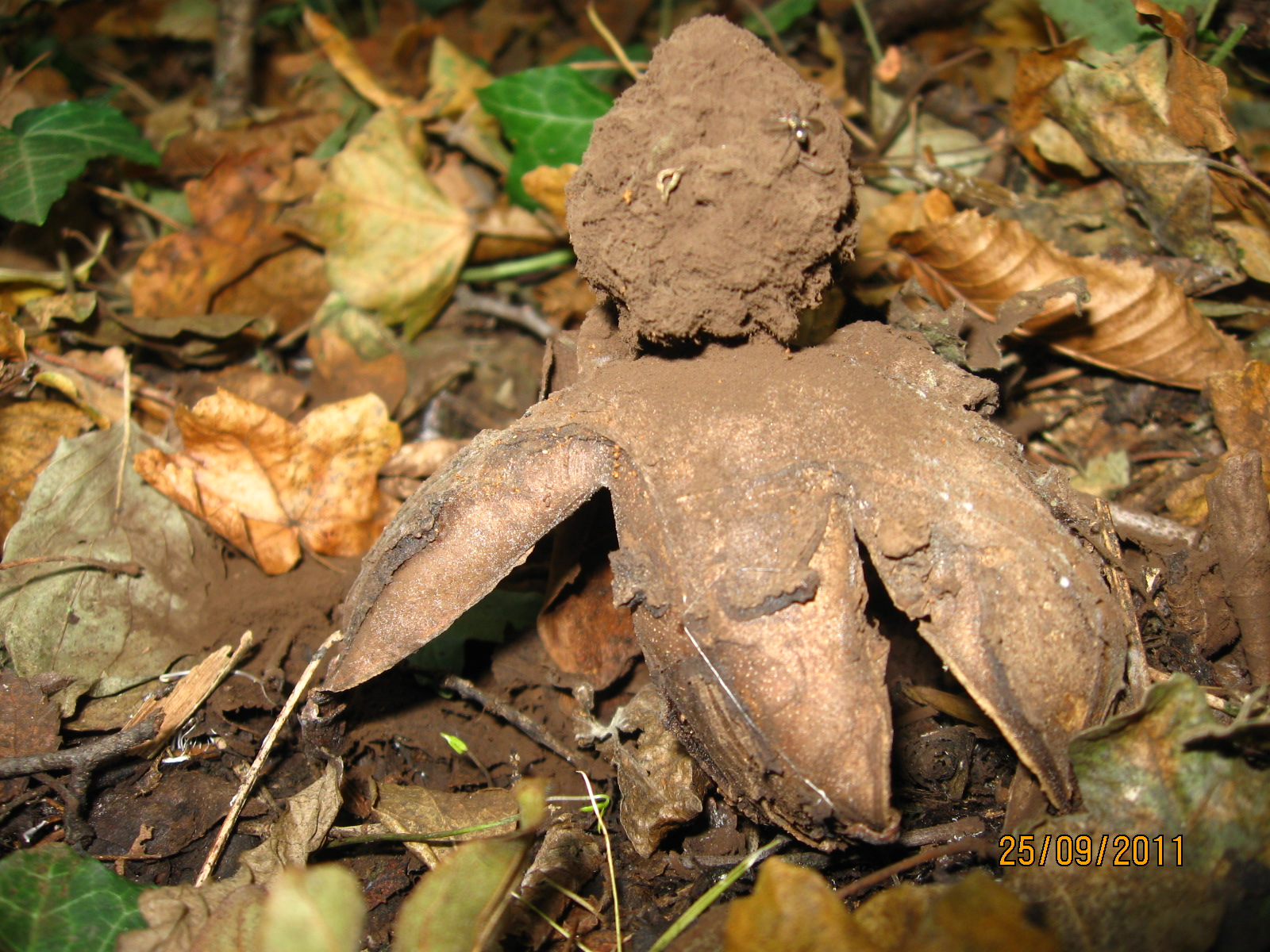

Nem ehető.